# Maximilian Nowka
Maximilian Nowka (* 11. November 1978 in Hamburg) ist ein  deutscher Schauspieler und Sänger.

## Leben und Wirken
Nowka war von 2003 bis 2007 Ensemblemitglied des Theaters Plauen-Zwickau. In der Boulevardkomödie „Charleys Tante“ verkörperte er Lord Babberly (falsche Tante) u. a. an der Kammeroper München. In Richard O’Briens Musical „Rocky Horror Show“ spielte er die Rolle des Riff-Raff. Außerdem stellte er in dem Musical „La Cage aux folles“ den homosexuellen Albin dar, der als „Zaza“ an einer Travestie-Show teilnimmt. 2017 übernahm er die Hauptrolle im Musical „Der Hauptmann von Köpenick“ im Rahmen des Sommerfestivals SOFA im Admiralspalast in Berlin.
Mit seinem Programm „War´n Sie schon mal in mich verliebt?“ erinnert Maximilian Nowka zusammen mit Rudolf Hild am Klavier unter der Regie von Annette Klare an den Künstler Max Hansen. Nach Auftritten in Hamburg, Berlin und München, wurde Maximilian Nowka mit seinem Programm vom dänischen Kulturattaché nach Kopenhagen eingeladen.
Maximilian Nowka lebt in Berlin.

## Theater
- 2017 Weisses Rössl, Konzertdirektion Landgraf, Rolle: Sigismund, Regie: Claus J. Frankl
- 2017 La Cage aux folles, Theater Plauen-Zwickau, Rolle: Albin (Zaza), Regie: Winfried Schneider
- 2016 Hanussen, Kleines Theater Berlin, Rolle: Erik Jan Hanussen, Regie: Knut Gminder
- 2016 Kiss me Kate, Theater Plauen-Zwickau, Rolle: Bill Calhoun, Regie: Christian Pöwe
- 2015 Der Hauptmann von Köpenick – Das Musical, Köpenicker Rathaushof Theater, Rolle: Wilhelm Voigt, Regie: Heiko Stang
- 2015 Endstation Zehlendorf, Theater OmU, Rolle: Norbert, Regie: Poyraz Türkay
- 2014 Prinz Kaspar – Das letzte Rätsel, Kammeroper München, Rolle: Prinz Kaspar, Regie: Annette Klare
- 2014 Unbehandelt – Eine Paartherapie mit Musik, Konzertdirektion Landgraf, Rolle: Frank, Regie: Amina Gusner
- 2014 Charleys Tante, Kammeroper München, Rolle: Lord Babberley (Charleys Tante), Regie: Dominik Wilgenbus
- 2013 Rocky Horror Show, Alte Oper Erfurt, Rolle: Riff-Raff, Regie: Frank Metzger
- 2013 Luther – Rebell wider Willen, Landestheater Eisenach, Rolle: Jahnn Zacke u. a., Regie: Tatjana Rese
- 2013 Die Olsenbande dreht durch, Eduard von Winterstein Theater, Rolle: Benny, Regie: Urs Schleiff
- 2012 Hair, Meininger Staatstheater/Landestheater Eisenach, Rolle: Berger, Regie: Peter Rein
- 2012 Der eingebildete Kranke, Rollen: Thomas Diaforius, Kleanth, Regie: Regina Heintze
- 2012 Rocky Horror Show, Eduard von Winterstein Theater, Rolle: Riff-Raff, Regie: Dr. Ingolf Huhn/Tamara Korber
- 2011 Die schöne Galatheé & Häuptling Abendwind, Kammeroper München, Rollen: Ganymed & Häuptling Abendwind, Regie: Dominik Wilgenbus
- 2012 3 Musketiere, Theater Plauen-Zwickau, Rolle: Athos, Regie: Rainer Wenke
- 2011 Fame, Theater Altenburg/Gera, Rolle: Nick Piazza, Regie: Winfried Schneide
- 2010 3 Haselnüsse für Aschenbrödel, Alte Oper Erfurt, Rolle: Knecht Valentin, Regie: Reinhardt Schwalbe
- 2010 Pippi Langstrumpf, Theater Erfurt, Rolle: Thomas, Regie: Eva-Maria Abelein
- 2010 Orpheus in der Unterwelt, Theater Plauen-Zwickau, Rolle: Styx, Regie: Christian von Götz
- 2010 Gräfin Mariza, Neues Ensemble Leipzig, Rolle: Baron Coloman Zsupan, Regie: Gernot Oertel
- 2010 Hello Dolly!, Musikalische Komödie Leipzig, Rolle: Ambrose Kemper, Regie: Kay Link
- 2009 Irma la douce, Theater Plauen-Zwickau, Rolle: Nestor le Fripé, Regie: Renat Saffiullin
- 2009 Evita, Theater Plauen-Zwickau, Rolle: Ché, Regie: Rainer Wenke
- 2009 Comedian Harmonists, Alte Oper Erfurt, Rolle: Harry Frommermann (2. Tenor), Regie: Reinhardt Schwalbe
- 2009 Heidi – Das Musical, Musikalische Komödie Leipzig, Rolle: Peter, Regie: Dominik Wilgenbus
- 2008 Lollipop 2 – Schlagerrevue, Theater Plauen-Zwickau, Rolle: u. a. Moderator, Regie: Matthias Straub
- 2008 Name der Rose – Schlagerrevue, Theater Plauen-Zwickau, Rolle: Salvatore, Regie: Matthias Straub
- 2008 MOZART! Das Musical, Theater Plauen-Zwickau, Rolle: Wolfgang Amadeus Mozart, Regie: Dr. Ingolf Huhn
- 2003–2007 Ensemblemitglied des Theater Plauen Zwickau, Wichtige Rollen: Wichtige Rollen: Karl Moor (Die Räuber), Graf Wetter vom Strahl (Käthchen von Heilbronn), Mortimer (Maria Stuart), Andi (Winner und Loser), Conferencier (Wir Wunderkinder), Baron (Nachtasyl), Sebastian Brückner (Mephisto), Claude (Hair), Tom Sawyer (Tom Sawyer)
- 2008 MOZART! Das Musical, Theater Plauen-Zwickau, Rolle: Wolfgang Amadeus Mozart, Regie: Dr. Ingolf Huhn
- 2002 Pippi Langstrumpf, Theater für Kinder Hamburg, Rolle: Thomas, Regie: Claus Gutbier

## Filmografie
- 2001: Der Zauberlehrling, Schulungsfilm Panfilm, Rolle: Hauptrolle Max, Regie: Michael Mertineit
- 2001: Mit Leib und Seele, ZDF, Rolle: Sven, Regie: Dieter Wedel
- 2003: Das Duo, ZDF, Regie: Peter Fratzscher
- 2005: bisschen Schwund ist immer, Kurzfilm Kino, Regie: Sören Hüper, Christian Prettin
- 2007: Geschlechtskrieger, Kino, Regie: Matthew Way
- 2010: SOKO Wismar, ZDF
- 2011: Survival Girls, Teaser Kino, Rolle: Spike, Regie: Matthias J. Michel
- 2012: Jedes Jahr im Juni, ARTE, Regie: Marcus O. Rosenmüller
- 2013: Wechselwirkung, Musikvideo Online, Hauptrolle, Regie: music4themasses